# EV Bad Wörishofen
Der EV Bad Wörishofen ist ein Eissportverein aus Bad Wörishofen, dessen Senioreneishockeymannschaft zeitweise an der damals dritthöchsten Spielklasse teilnahm.
Der genaue Vereinsname lautet Eislaufverein Bad Wörishofen.

## Geschichte
Nachdem schon in den 1930er-Jahren auf dem Sonnbüchler See Eishockey gespielt wurde, wurde der Verein EVW 1954 gegründet.
Zwischen 1976 und 1995 existierte unter dem Dach des EVW eine Eiskunstlaufabteilung, die zum eigenständigen Verein Bad Wörishofer Eiskunstlaufverein (EKV) wurde.

## Eishockey
Erstmals stieg die Seniorenmannschaft des EVW zur Saison 1975/76 in die Regionalliga auf, aus der die Mannschaft zur Saison 1978/79 in die Oberliga aufstieg. In dieser Spielklasse verblieb die Mannschaft bis zur Saison 1982/83. Nach der Saison wurde die Mannschaft des EVW in die Ligen des Bayerischen Eissportverbandes zurückgezogen. In der Saison 1985/86 konnte die Mannschaft des EVW an der Qualifikation zur Regionalliga Süd teilnehmen und in die Regionalliga 1986/87 aufgestiegen. Nach dem sofortigen Abstieg gelang zwar erneut die Qualifikationsrunde zur Regionalliga Süd 1988/89 zu erreichen, jedoch gelang erst wieder in der Saison Qualifikationsrunde zur Regionalliga Süd 1989/90 der Wiederaufstieg in die Regionalliga 1989/90. Nach dem erneuten Abstieg gelang die Bayerische Meisterschaft und der sofortige Wiederaufstieg in die Regionalliga 1991/92. Nach der Saison 1993/94 stieg die Mannschaft des EVW erneut in die Ligen des Bayerischen Eissportverbandes ab.
In der Saison 2004/05 konnte die Mannschaft des EVW in der Landesliga Bayern zwar sportlich in der Vorrunde die Qualifikationsrunden zur Bayernliga erreichen, jedoch musste die Mannschaft aufgrund von nachträglichen Spielwertungen in die Abstiegsrunde und erreichte den Klassenerhalt nicht mehr. In der Folgesaison gelang dem EVW-Team die Meisterschaft in der Bezirksliga Gruppe IV und so auch der direkte Wiederaufstieg in die Bayerische Landesliga. In der Saison 2009/10 mussten sie nochmals ein Jahr in der Bezirksliga antreten. Mit dem Erreichen der Meisterschaft in der Bezirksliga Bayern Gruppe 4 sowie der Bayerischen Bezirks-Vizemeisterschaft, gelang den Wölfen abermals der direkte Wiederaufstieg in die Bayerische Landesliga, der sie bis heute angehören.

### Erfolge
| - Aufstieg in die Oberliga 1978 - Aufstieg in die Regionalliga 1975, 1986, 1989, 1991 - Bayerischer Meister 1986, 1991 - Meister Bayernliga Gr. A 1991 - Aufstieg in die Bayernliga (4. Liga) 1973 - Bayerischer Landesliga-Meister 1973 | - Aufstieg in die Bayernliga 1985 - Bayerischer Landesliga-Vizemeister 1985 - Bayerischer Landesliga-Vizemeister Gruppe IV. 1985 - Aufstieg in die Bayerische Landesliga 2006, 2010 - Bayerischer Bezirksliga-Vizemeister 2006, 2010 - Meister Bayerische Bezirksliga West 2006, 2010, 2024 |  |

### Nachwuchs
Unter dem Dach des EVW nehmen alle Nachwuchsmannschaften (Kleinstschüler bis zu den Junioren) am Spielbetrieb teil, wobei die Knaben- und Schülermannschaft in der Saison 2010/11 in der jeweils zweithöchsten Spielklasse in Bayern spielte.

## Spielstätte
Die Spiele und das Training der Mannschaften des EVW finden in der Arena Bad Wörishofen statt.
In der Saison 1986/87 wurde die Eissporthalle überdacht.